# Église de la Visitation-de-la-Bienheureuse-Vierge-Marie de Varsovie
L'église de la Visitation-de-la-Bienheureuse-Vierge-Marie (en polonais Kościół Nawiedzenia Najświętszej Marii Panny) est une église catholique située ulica Przyrynek à Nowe Miasto, arrondissement de Śródmieście, à Varsovie.

## Sources
- (pl) Cet article est partiellement ou en totalité issu de l’article de Wikipédia en polonais intitulé « Kościół Nawiedzenia Najświętszej Marii Panny w Warszawie » (voir la liste des auteurs).

- (en) Cet article est partiellement ou en totalité issu de l’article de Wikipédia en anglais intitulé « Church of the Visitation of the Blessed Virgin Mary, Warsaw » (voir la liste des auteurs).